# Lago de Louvie
O Lago Louvie é um lago localizado próximo a Fionnay no cantão de Valais, na Suíça.